# Yangong
Yangong (ou Yangon) est une localité du Cameroun située dans le département du Mayo-Kani et la Région de l'Extrême-Nord. Elle fait partie de la commune de Moulvoudaye et du canton de Moulvoudaye rural.

## Population
En 1976, Yangong I comptait 111 habitants, des Toupouri. Yangong Mousgoum en comptait 91, des Mousgoum. 
Lors du recensement de 2005, 536 personnes ont été dénombrées à Yangong.